# Bladtjärnen (Ljusnarsbergs socken, Västmanland)
Bladtjärnen är en sjö i Ljusnarsbergs kommun i Västmanland och ingår i Norrströms huvudavrinningsområde.